# روسلان زینال‌اف
روسلان زینال‌اف (اوکراینی: Руслан Бахтіярович Зейналов؛ زادهٔ ۱۹ ژوئن ۱۹۸۲) بازیکن فوتبال اهل اوکراین است.
از باشگاه‌هایی که در آن بازی کرده‌است می‌توان به باشگاه فوتبال زوریا لوهانسک، باشگاه فوتبال استال آلچفسک، باشگاه فوتبال ارس-نخجوان، و باشگاه فوتبال بلشیتا بابرویسک اشاره کرد.